# 湖漫水库
湖漫水库是中国浙江省台州市温岭市境内的一座水库，位于湖漫溪上，建于1958年。水库正常库容为2367万立方米，集雨面积为28平方千米，海拔为15.5米。